# الیس لیخلی
الیس لیخلی (هلندی: Elis Ligtlee؛ زادهٔ ۲۸ ژوئن ۱۹۹۴) یک دوچرخه‌سوار اهل هلند است.
وی در مسابقات کشوری و بین‌المللی در مجموع برنده ۴ مدال طلا، ۴ مدال نقره، ۳ مدال برنز شده‌است.